# Спортска дворана Милићи
Спортска дворана Милићи је вишенамјенска спортска дворана у општини Милићи, РС, БиХ. Тренутно је домаћи терен за клубове спортског друштва Милићи. Поред спортских догађаја у дворани се одржавају и музички концерти, сајмови и друге културне манифестације. 
Дворана Милићи је изграђена за потребе одигравања утакмица клубова, спортског Друштва Милићи и представља највећи посљератни грађевински подухват у општини Милићи. Корисна површина дворане је 3.200 m², а поред велике вишенамјенске дворане капацитета 1.250 мјеста, у склопу спортског комплекса изграђена је и мала дворана за часове фискултуре милићких средњошколаца, теретана, свлачионице за спортске екипе, судије, службена лица и техничко особље, а обезбијеђена је и најсавременија опрема за квалитетно функционисање једног оваквог објекта. 
Водило се рачуна о томе да буду задовољени најстрожи свјетски стандарди и да дворана, по димензијама и квалитету уграђених материјала, пружи оптималне услове и за организацију најзахтијевнијих спортских манифестација. Главни извођач радова била је Компаније "Боксит" са бројним подизвођачима, међу којима се посебно истиче подухват Фабрике монтажних кућа "Интал" која је, по први пут на овим просторима, у изградњи кровних носача монтирала велике ламелиране кровне конструкције.